# NGC 5843
NGC 5843 est une galaxie spirale barrée située dans la constellation du Loup. Sa vitesse par rapport au fond diffus cosmologique est de 4 380 ± 16 km/s, ce qui correspond à une distance de Hubble de 64,6 ± 4,5 Mpc (∼211 millions d'al). NGC 5843 a été découverte par l'astronome britannique John Herschel en 1834.
La classe de luminosité de NGC 5843 est II et elle renferme des régions d'hydrogène ionisé.
À ce jour, une douzaine de mesures non basées sur le décalage vers le rouge (redshift) donnent une distance de 52,817 ± 4,682 Mpc (∼172 millions d'al), ce qui est à l'intérieur des valeurs de la distance de Hubble.